# 舘鼻則孝
舘鼻 則孝（たてはな のりたか、Noritaka Tatehana、1985年6月14日 - ）は日本の現代美術家。東京生まれ。

## 人物
1985年、東京生まれ。歌舞伎町で銭湯「歌舞伎湯」を営む家系に生まれ鎌倉で育つ。シュタイナー教育に基づく人形作家である母親の影響で幼少期から手でものをつくることを覚える。東京藝術大学染織専攻。遊女に関する文化研究とともに日本の古典的な染色技法である友禅染を用いた着物や下駄を制作。現代美術アーティストとして、国内外の展覧会へ参加する他、伝統工芸士との創作活動にも取り組む。作品は、ニューヨークのメトロポリタン美術館やロンドンのヴィクトリア&アルバート博物館など、世界の著名な美術館に収蔵された。

## 来歴
- 1985年 - 東京生まれ 鎌倉育ち
- 2006年 - 東京藝術大学美術学部工芸科染織専攻、友禅染を用いた着物や下駄を制作。
- 2010年 - 大学卒業後、ブランド「NORITAKA TATEHANA」設立。自らのアプローチによりレディー・ガガのシューメイカーとなる[2]。「F/W 2010-11コレクション」がニューヨークの服飾美術館Museum at FITに収蔵。ジャパンファッションウィークに初参加。ニューヨークの服飾美術館 Museum at FIT「JAPAN FASHION NOW」展出品。
- 2011年 - ドン・ペリニヨンとのコラボレーションによるシークレットイベント「Rosé Wild Night」を東京で開催。コム・デ・ギャルソンのコンセプトショップ「トレーディングミュージアム コム デ ギャルソン」でのエクスクルーシヴコレクションの展開を開始。コム・デ・ギャルソン東京、パリ、ロンドンの世界三地点での作品展を同時開催。ニューヨークの服飾美術館 Museum at FIT「ダフネ・ギネスエキシビション」展出品。ニューヨークの高級デパートバーニーズ・ニューヨーク本店のクリスマスイベント「GAGA’s workshop」参加。トレーディングミュージアム コム デ ギャルソン表参道店にてクリスマスコレクション展開。
- 2012年 - ニューヨークファッションウィーク初参加。東京藝術大学在学中に制作した下駄がロンドンのヴィクトリア&アルバート博物館に収蔵。レディー・ガガのために初めて作った靴である「Night Makers」が京都服飾文化研究財団に収蔵。東京都現代美術館の「Future Beauty: 30 Years of Japanese Fashion」展出品。ロンドンにて開催されたクリスティーズ主宰オークション「ダフネ・ギネスコレクション」に参加 102品中9位の落札額を記録。南青山のアトリエにて2012-13年のコレクション発表。コム・デ・ギャルソンソウル店にて作品展を開催。
- 2013年 - レディー・ガガからの依頼で制作したバレエシューズがニューヨークの服飾美術館Museum at FITに収蔵。フォトグラファーニック・ナイト主催「SHOWstudio」の「ダフネ・ギネス」展に出品。ニューヨークの服飾美術館The Museum at FIT「Shoe Obsession」展出品。シアトルのシアトル美術館の「Future Beauty: 30 Years of Japanese Fashion」展へ京都服飾文化研究財団収蔵作品が出品。オランダで開催された「Arnhem MoBA 2013」の「Fetishism in Fashion」展出品。
- 2014年 - トレーディングミュージアム コム デ ギャルソン東京にてインスレーション形式の展示会を開催。21_21 DESIGN SIGHTの「イメージメーカー」展にJean-Paul Goudeやデヴィッド・リンチ等と共に参加[3]。フォトグラファーニック・ナイト主催のSHOW STUDIO Londonでソロの展覧会開催。ヒールレスシューズのCrystal RoseがMuseum at F.I.T NYに、Junk Silverがメトロポリタン美術館に収蔵。小山登美夫ギャラリーで個展開催。
- 2015年 - Iris van Herpenとのコラボレーション作品が「Paris Fashion Week F/W 2015-16」で披露され、ヴィクトリア&アルバート博物館で「SHOES: Pleasure and Pain」展出品。MoMU / Mode Museum Provincie Antwerpen で「Foot Print」展出品。ハイ美術館で「IRIS VAN HERPEN」展出品。同年ヴィクトリア&アルバート博物館のアーティストカンファレンスに出席。旧細川侯爵邸和敬塾本館で一夜限りの個展開催[4]。
- 2016年 - パリのカルティエ現代美術財団で人形浄瑠璃文楽公演の初監督を務めた。